# Muzeum Wału Pomorskiego i II Wojny Światowej w Szczecinku
Muzeum Wału Pomorskiego i II Wojny Światowej w Szczecinku – muzeum z siedzibą w Szczecinku. Placówka jest prowadzona przez Ogólnopolskie Stowarzyszenie Turystyczno-Historyczne „Jazda 4x4” z siedzibą we wsi Szwecja.
Siedzibą muzeum jest poniemiecki schron bojowy (Panzerwerk 991), wchodzący w skład umocnień Wału Pomorskiego. Obiekt powstał w latach 1934–35. Posiada 21 pomieszczeń o charakterze bojowym, pomocniczym oraz socjalnym i technicznym.
W latach 2009–2012 obiekt przeszedł rewitalizację, która zakończyła się otwarciem muzeum w lipcu 2012 roku. W ramach prezentowanej ekspozycji znajdują się pamiątki (broń, elementy umundurowania i wyposażenia, części pojazdów) związane z fortyfikacjami Wału, walkami o przełamanie pozycji, toczonymi w 1945 roku oraz jednostkami Wojska Polskiego, stacjonującymi w Szczecinku po II wojnie światowej. Obok schronu, w ramach wystawy plenerowej, prezentowane są: czołg T-34-85 i dwie armaty przeciwlotnicze 85 mm.
Oprócz obiektu położonego w Szczecinku, muzeum udostępnia bunkry Grupy Warownej „Góra Śmiadowska”, położone w pobliżu wsi Śmiadowo.
Muzeum jest obiektem sezonowym, czynnym w okresie letnim (15 czerwca – 15 września) w soboty i niedziele oraz w okresie wiosennym (1 maja – 14 czerwca) i jesiennym (16 września –15 października) w niedziele. W pozostałym okresie zwiedzanie jest możliwe po uprzednim uzgodnieniu.